# Climbing!
Climbing!, známé též jako Mountain Climbing!, je oficiální debutové studiové album americké blues-rockové skupiny Mountain. Bylo vydáno 7. března 1970 a album představilo klasickou sestavu Mountain, ve složení Leslie West (kytara, zpěv), Felix Pappalardi (baskytara, piano) a Corky Laing (bicí). Toto album následovalo po Westově sólovém albu Mountain na kterém účinkoval Pappalardi a bubeník Norman Smart. Toto album bylo vydáno v roce 1969 a je často přičítáno skupině Mountain. Album jež produkoval Pappalardi, dosáhlo pozice č. 17 v žebříčku amerického magazínu Billboard 200 a obsahovalo nejznámější hit skupiny „Mississippi Queen“.

## Seznam stop
1. Mississippi Queen – Corky Laing, Felix Pappalardi, David Rea, Leslie West 2:32
2. Theme for an Imaginary Western – Pete Brown, Jack Bruce 5:08
3. Never in My Life – Gail Collins, Laing, Pappalardi, West 3:53
4. Silver Paper – Collins, G. Gardos, Steve Knight, Laing, Pappalardi, West 3:19
5. For Yasgur's Farm – Collins, Gardos, Laing, Pappalardi, Rea, Gary Ship 3:23
6. To My Friend – West 3:38
7. The Laird – Collins, Pappalardi 4:39
8. Sittin' on a Rainbow – Collins, Laing, West 2:23
9. Boys in the Band – Collins, Pappalardi 3:43
10. For Yasgur's Farm (live) – Collins, Gardos, Laing, Pappalardi, Rea, Ship 4:19

## Obsazení
Mountain
- Leslie West – kytary na všech stopách kromě 6; zpěv na všech stopách kromě 6 a 7
- Felix Pappalardi – baskytara na všech stopách kromě 6 a 7; piano na stopách 1, 2 a 9; doprovodná kytara a zpěv stopě 7; producent
- Corky Laing – bicí na všech stopách kromě 6 a 7; perkusy na stopách 7 a 9
- Steve Knight – varhany na stopách 2, 3, 4 a 5; mellotron stopách 2 a 9; ruční zvonky na stopě 9